# Ahlefeld
Ahlefeld is een plaats en voormalige gemeente in de Duitse deelstaat Sleeswijk-Holstein, en maakt sinds 1 maart 2008 deel uit van de gemeente Ahlefeld-Bistensee in de Kreis Rendsburg-Eckernförde.